# Charinus rocamadre
Espèce
Charinus rocamadre est une espèce d'amblypyges de la famille des Charinidae.

## Distribution
Cette espèce est endémique du département de Sucre en Colombie. Elle se rencontre à Toluviejo dans la grotte Cueva Roca Madre.

## Description
Le mâle holotype mesure 6,45 mm, sa carapace 2,66 mm de long sur 3,31 mm.

## Publication originale
- Torres-Contreras, Alvarez Garcia & de Armas, 2015 : « Una especie nueva de Charinus Simon, 1892 (Amblypygi: Charinidae) del Caribe colombiano. » Revista Iberica de Aracnologia, no 27, p. 145-148 (texte intégral).